# Pfarrkirche Zlabern

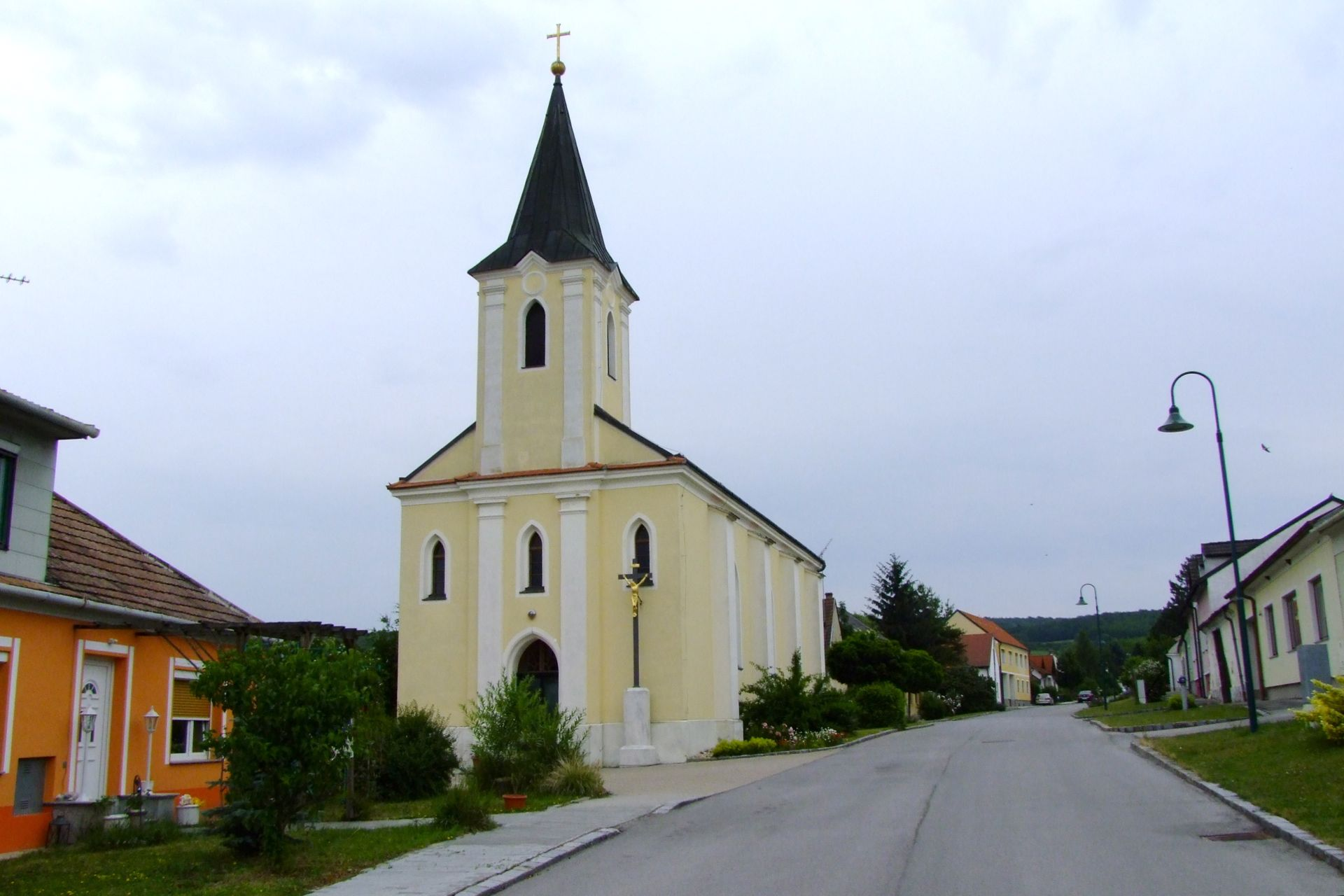
Katholische Pfarrkirche hl. Antonius von Padua in Zlabern

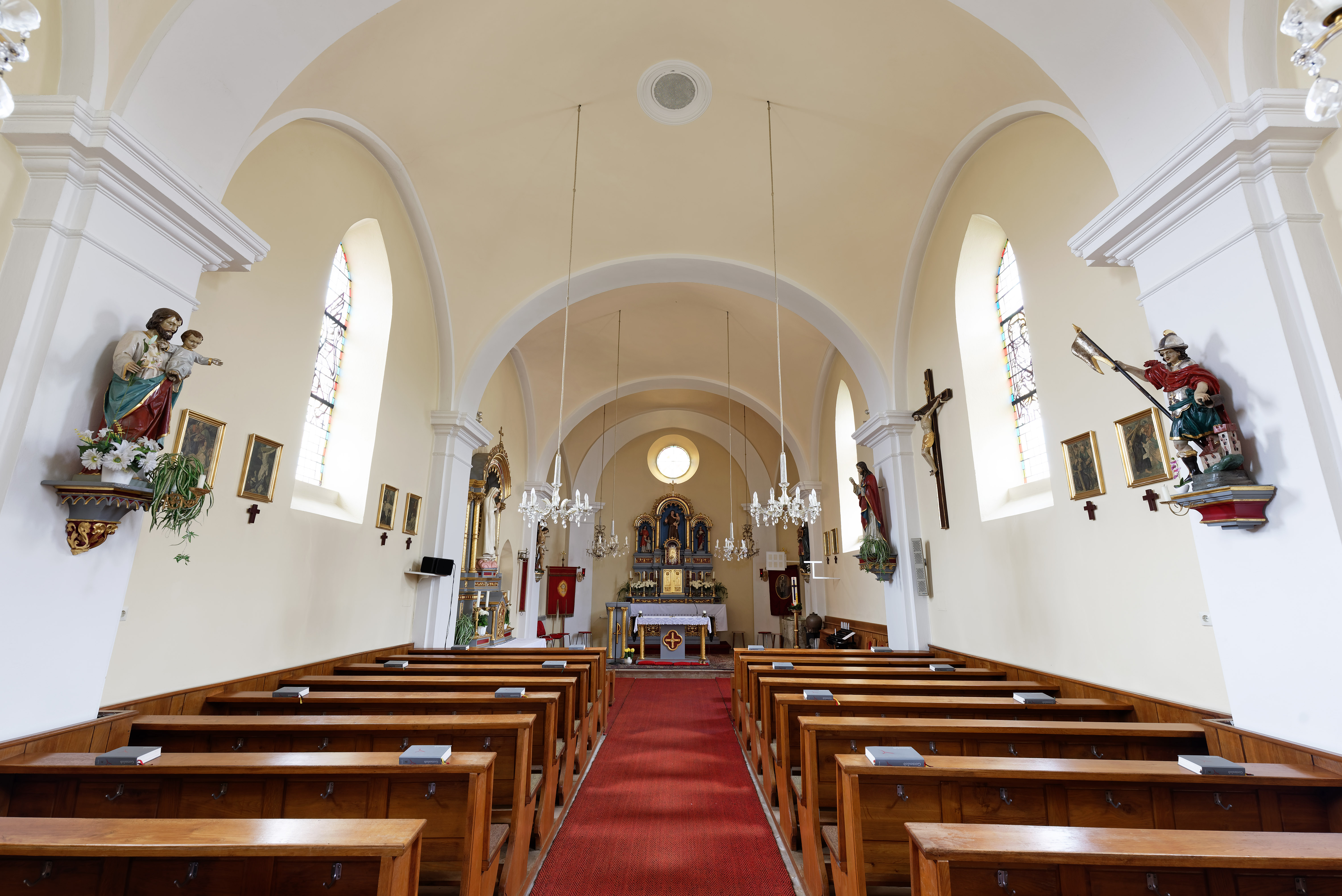
Innenraum der Kirche, Langhaus, Blick zum Chor

Die römisch-katholische Pfarrkirche Zlabern steht in der Ortsmitte von Zlabern in der Marktgemeinde Neudorf im Weinviertel im Bezirk Mistelbach in Niederösterreich. Die dem Patrozinium des hl. Antonius von Padua unterstellte Pfarrkirche gehört zum Dekanat Laa-Gaubitsch im Vikariat Unter dem Manhartsberg der Erzdiözese Wien. Die Kirche steht unter Denkmalschutz (Listeneintrag).

## Beschreibung
Die Kirche wurde 1867 erbaut.
Der neugotische Kirchenbau mit einem Dreiseitschluss zeigt Strebepfeiler und Spitzbogenfenster. Die Giebelfront hat zwischen zwei Pilastern einen leicht vorgezogenen Mittelteil mit einem Spitzbogenportal, über einem verkröpften Traufgesims befindet sich ein Turmgeschoß mit Eckpilastern und spitzbogigen Schallfenstern, der Turm trägt einen Giebelspitzhelm. Das Kircheninnere zeigt ein dreijochiges Langhaus und den Chor unter Platzlgewölben über Gurtbögen auf Wandpfeilern. Die Westempore steht auf toskanischen Säulen.
Die Einrichtung entstand um 1900. Die Orgel aus 1899 mit 6 Registern stammt von Johann m. Kauffmann.